# سگ چوپان
بتا مارافسای یک ستاره است که در صورت فلکی مارافسای قرار دارد. نام عربی آن «کلب راعی»، به معنی سگ چوپان است.